# بحران بیست‌ساله
بحران بیست ساله: ۱۹۱۹–۱۹۳۹: مقدمه‌ای بر مطالعهٔ روابط بین‌الملل (انگلیسی: The Twenty Years' Crisis) کتابی است دربارهٔ روابط بین‌الملل نوشتهٔ ادوارد هالت کار. این کتاب کمی پیش از آغاز جنگ جهانی دوم در اروپا نوشته شد و چاپ اول آن در سپتامبر ۱۹۳۹ و تنها چند روز پس از حمله آلمان به لهستان و شعله‌ور شدن آتش جنگ در اروپا صورت گرفت. ویرایش دوم کتاب در سال ۱۹۴۶ به چاپ رسید.

## شرح کتاب
این کتاب اثری کلاسیک در زمینهٔ نظریه روابط بین‌الملل و یک از نخستین متن‌های واقع‌گرایی مدرن به‌شمار می‌رود. کار تحلیلش را با توصیف خوشبینی موجود در اروپا پس از جنگ جهانی اول آغاز می‌کند، خوشبینی‌ای که در میثاق جامعه ملل و معاهداتی که به منظور جلوگیری همیشگی از درگیری نظامی نوشته‌شدند مشهود است. او سپس نشان می‌دهد چگونه نظریات مربوط به صلح و همکاری میان دول با واقعیات آشوب و عدم امنیت در جامعه بین‌المللی روبرو شدند و ضعف خود را نشان دادند. کار با بررسی جنبه‌های نظامی، اقتصادی، ایدئولوژیک، و حقوقی قدرت، نظریه‌پردازان آرمانگرا را، که به نیازهای مربوط به بقا و رقابت بی‌توجه بودند، آماج انتقادهای شدید خود قرار می‌دهد.
با این حال کار بهبود وضعیت انسانی را رد نمی‌کند. در انتهای کتاب، کار ابتدا بر نقش اخلاق در سیاست بین‌الملل تأکید می:ند و می‌گوید واقع‌گرایی افراطی به روحیهٔ شکست‌گرایی می‌انجامد که برای جامعهٔ انسانی قابل قبول نیست. شرط لازم تحلیل او این است که در روابط بین‌الملل، موازنه نسبی قدرت باید به عنوان نقطه شروع مورد توجه قرار بگیرد.
او بحث را با این نکته که «روبنا‌های شیک و مجلل» مثل جامعه ملل «باید صبر کنند تا پیشرفت‌های مورد نیاز در پی و بنیان انجام شود.»

## واکنش‌ها
از زمان چاپ، بحران بیست ساله یکی از کتب اساسی در مطالعهٔ روابط بین‌الملل بوده‌است. این کتاب هنوز هم در دوره‌های کارشناسی این رشته مورد مطالعه قرار می‌گیرد و «یکی از متن‌های بنیادی در واقع‌گرایی کلاسیک به‌شمار می‌رود.» این کتاب همچنین الهام‌بخش تعداد زیادی کتاب و مقاله در ادبیات روابط بین‌الملل بوده‌است. منتقدان نیز غالباً کتاب آن را به خاطر علمی نبودن و ارائهٔ آن از مناظرهٔ واقع‌گرا-آرمان‌گرا نقد کرده‌اند.